# Michał Ryba
Michał Ryba (ur. 23 września 1896 w Rozembarku, zm. 12 lutego 1951 we Wrocławiu) – polski architekt tworzący w stylu modernistycznym na terenie Lwowa.
Ukończył studia na Wydziale Architektonicznym Politechniki Lwowskiej, pracował dla Rady Miejskiej Lwowa. Przed wybuchem II wojny światowej mieszkał w pobliżu zaprojektowanego przez siebie budynku przy ul. Na Bajkach 38 (od 1950 ul. Kijowska). Był autorem m.in. kamienicy wybudowanej w latach 1926-1930 przy ulicy Stryjskiej, która została uszkodzona w 2023 w wyniku ataków powietrznych na Lwów podczas inwazji Rosji na Ukrainę.
Po 1945 założył Wydział Techniczny Zarządu Miejskiego Wrocławia, a także został Głównym Architektem Wrocławia.

## Wybrane projekty
- Gmach Polskiego Towarzystwa „Sokół IV”, ul. Łyczakowska 99, róg Niżyńskiej, Lwów, 1925–1932, wraz z Michałem Łużeckim[1]
- zespół budynków mieszkalnych, ul. Stryjska 50-76, Lwów, 1930[1]
- sanatorium, Jawora k. Turka, 1938[1]